# Bubsy 3D
Bubsy 3D (также известна под названиями Bubsy Is 3D in Furbitten Planet и Bubsy 3D: Furbitten Planet) — видеоигра серии Bubsy в жанре платформер, разработанная командой Eidetic и изданная компанией Accolade в 1996 году для игровой приставки PlayStation. Название игры является игрой слов и отсылкой к Forbidden Planet, научно-фантастическому фильму 1956 года. Лани Минелла озвучила всех персонажей в игре, включая Бабси.
Хотя трехмерные игры существовали задолго до выхода игры, Bubsy 3D стала одной из первых игр, вызвавших увеличение популярности жанра. Изначально игра Bubsy 3D получила положительные оценки и отзывы на момент выхода, но со временем ретроспективные оценки оказались негативными, и критике подверглись и графика игры, и управление, и личность персонажа. Планировалась версия для Sega Saturn, которая была отменена из-за сложности разработки. Новые игры в серии Bubsy не издавались в течение 20 лет до выхода игры Bubsy: The Woolies Strike Back 31 октября 2017 года.

## Сюжет
Действие игры Bubsy 3D происходит на Район, родной планете Вулисов, пришельцев из прошлых игр серии. Вули вторглись на Землю и похитили Бабси, однако у них возникла проблема с ракетой, и Бабси спасся на планету Район. Позже Вули узнают, что Бабси собирает атомы и части ракеты для того чтобы построить ракетный корабль. Никто из ученых Вули не понимает, для чего Бабси делает это, но они считают его опасным.

## Геймплей

Скриншот первого уровня

Для прохождения игры игроку необходимо одержать победу над двумя королевами Вули, Поли и Эстер, а также спастись с их планеты путем сбора частей ракеты и её постройки. Игрок управляет рысью по имени Бабси, который может высоко прыгать, планировать, плавать и летать. Игра состоит из 18 уровней, три из которых проходят под водой, и в этих уровнях у Бабси ограничен запас кислорода, который отмечается дополнительной полоской. Для завершения обычного уровня Бабси должен коснуться финиша в виде большого красного восклицательного знака с зелёными кругами вокруг. Если на уровне собрано 150 атомов, то игрок попадает в бонус-уровень, где может собрать дополнительные жизни.

## Разработка и издание
Разработка игры началась в апреле 1995 года компанией Eidetic, которая была основана Марком Бланком и Майклом Берлином на деньги, заработанные разработкой базы данных для Apple Newton. После выпуска игры Bubsy 2, которая, по словам Берлина, «почти убила франшизу», он и его команда начали работу над Bubsy 3D. Перед началом разработки они наняли Ричарда Хэма, который ранее работал игровым консультантом у Nintendo, и имел опыт с предыдущими играми серии Bubsy. Игра, по словам Ричарда, была вдохновлёна игрой Jumping Flash!, и что в процессе разработки возникло множество проблем, связанных с видеопамятью, так как у них не было опыта рисования трехмерных окружений. Разработка затянулась из-за того, что также был запланирован порт игры на Sega Saturn, что вызвало сложности с программированием, и только после его отмены удалось закончить разработку. Игра вышла 25 ноября 1996 года в Северной Америке и в августе 1997 года в Европе.
Из-за ограничений консоли в то время вместо текстурированных полигонов использовались однотонные. Bubsy 3D, однако, является одной из немногих игр PlayStation, которые работают в высоком разрешении графики. В то время как окружение использует однотонные полигоны, персонажи затонированы методом Гуро и имеют собственные текстуры, что делает их более выделяющимися. Порт для Sega Saturn был запланирован на весну 1997 года, но был отменён. Берлина беспокоила игра Super Mario 64, которая выходила почти одновременно с его игрой; он считал что у Bubsy 3D был шанс обрести популярность у первых игроков в трехмерные платформы, но Super Mario 64 превзошла её. Он объяснил неудачи игры совпадением релизов с конкурентами и тем, что он и его команда были независимыми разработчиками с ограниченными ресурсами, а создатели Super Mario 64 имели полную поддержку от Nintendo.

## Оценки
| Сводный рейтинг      | Сводный рейтинг  |
| Агрегатор            | Оценка           |
| -------------------- | ---------------- |
| GameRankings         | 51 %             |
| Иноязычные издания   |                  |
| Издание              | Оценка           |
| GameSpot             | 5,5/10           |
| GamePro              | 3/5              |
| Ultra Game Players   | 61 %             |
| Absolute PlayStation | 67 %             |
| PSExtreme            | 93 %             |
| Gamezilla            | 81 %             |
| GameFan              | 80 %, 79 %, 80 % |

В первые годы игра получила в основном положительные оценки и отзывы. Мартин из Absolute PlayStation поставил игре оценку в 67%. Журнал PSExtreme дал игре оценку в 93%, и награду «Gold X Award», а обозреватель сравнил игру с мультфильмами Warner Bros. Марк Скорупа из Gamezilla дал игре 81 баллов из 100, и отметил, что игра напомнила ему Jumping Flash!. Три обозревателя из GameFan поставили оценки в 80, 79, и 80 баллов, и один из них прокомментировал, что «Bubsy 3D – своеобразное, чрезвычайно уникальное и очень увлекательное 3D-приключение, которое я нашел не только сильно увлекающим, но и довольно освежающим». NowGamer также положительно оценил игру, заявив, что, как игра на PlayStation, «Bubsy 3D крадет 3D-корону».
Однако ретроспективные обзоры оказались негативными. На GameRankings игра получила среднюю оценку в 51%. Сайт The Electric Playground дал игре 4 из 10 баллов, а Electronic Gaming Monthly поставил 3.25 из 10. Критик Шон Патрик поставил игру на 17 место в своём списке 20-ти самых худших игр за всё время, и раскритиковал её управление, личность персонажа и графику. Обозреватель IGN, Леви Бьюкенен, описал игру как яркий пример неудачной попытки перехода от 2D к 3D, раскритиковал её управление, а также дизайн персонажа, который, по его мнению, стал хуже чем в предыдущих играх как по внешнему виду, так и по индивидуальности.
Берлин на вопрос о том, повлияли ли на него негативные отзывы, ответил, что он думал о том чтобы покинуть игровой бизнес не из-за отзывов, а из-за того, что для него игра продалась хорошо. Признавая, что игра уступила Super Mario 64, он отметил, что он гордится тем, что в игре есть несколько хороших концепций, и что его команда создала 3D-игру, которыми не так много разработчиков занималось ранее.

## Наследие
Инди-разработчики Arcane Kids в 2013 году издали пародию на игру под названием Bubsy 3D: Bubsy Visits the James Turrell Retrospective, которая начинается с того, что игрок ведет Бабси по кошмарной симуляции выставки Джеймса Таррелла в музее искусств округа Лос-Анджелес.
Несмотря на то, что игра Bubsy 3D провалилась, она произвела впечатление на компанию Sony, которая наняла её разработчиков, Eidetic, для разработки игры Syphon Filter, которая стала коммерчески успешной.